# Kenrick Monk
Kenrick Monk (Australia, 1 de enero de 1988) es un nadador australiano especializado en pruebas de estilo libre media distancia, donde consiguió ser medallista de bronce mundial en 2009 en los 4x200 metros.

## Carrera deportiva
En el Campeonato Mundial de Natación de 2009 celebrado en Roma ganó la medalla de bronce en los relevos de 4x200 metros estilo libre, con un tiempo de 7:01.65 segundos, tras Estados Unidos (oro con 6:58.55 segundos que fue récord del mundo) y Rusia (plata).